# Liga Premier de Azerbaiyán 2020-21
La Premier League de Azerbaiyán 2020-21 fue la 29 temporada de la Premier League de Azerbaiyán. La temporada comenzó el 21 de agosto de 2020 y finalizó el 19 de mayo de 2021. 
Neftçi Baku consiguió su noveno título en su historia y consiguió cupo haciendo su debut en la Liga de Campeones 2021-22.

## Formato
Los ocho equipos participantes jugaran entre sí todos contra todos cuatro veces totalizando 28 partidos cada uno, al término de la fecha 28 el primer clasificado obtendrá un cupo para la primera ronda de la Liga de Campeones 2021-22, mientras que el segundo y tercer clasificado obtendrán un cupo para la Segunda ronda de la Liga de Conferencia Europa 2021-22; por otro lado el último clasificado descenderá a la Primera División de Azerbaiyán 2021-22.
Un tercer cupo para la Segunda ronda de la Liga de Conferencia Europa 2021-22 es asignado al campeón de la Copa de Azerbaiyán.

## Equipos participantes
| Equipo      | Ciudad   | Estadio                            | Capacidad |
| ----------- | -------- | ---------------------------------- | --------- |
| Gabala      | Qabala   | Gabala City Stadium                | 2.000     |
| Keshla FK   | Bakú     | Inter Arena                        | 8.125     |
| Neftçi Baku | Bakú     | Bakcell Arena                      | 10.500    |
| Qarabağ     | Bakú     | Azersun Arena                      | 5.800     |
| Sabah       | Bakú     | Alinja Arena                       | 13.000    |
| Səbail      | Səbail   | Bayil Stadium                      | 5.000     |
| Sumgayit    | Sumqayit | Kapital Bank Arena                 | 1.500     |
| Zira        | Bakú     | Zira Olympic Sport Complex Stadium | 1.500     |

## Tabla de posiciones
| Pos. | Equipo          | Pts. | PJ | G  | E  | P  | GF | GC | Dif. | Clasificación 2021–22                          |
| ---- | --------------- | ---- | -- | -- | -- | -- | -- | -- | ---- | ---------------------------------------------- |
| 1    | Neftçi Baku (C) | 59   | 28 | 18 | 5  | 5  | 47 | 25 | +22  | Primera ronda de la Liga de Campeones          |
| 2    | Qarabağ         | 57   | 28 | 16 | 9  | 3  | 64 | 18 | +46  | Segunda ronda de la Liga de Conferencia Europa |
| 3    | Sumgayit        | 39   | 28 | 10 | 9  | 9  | 30 | 31 | −1   | Segunda ronda de la Liga de Conferencia Europa |
| 4    | Zira            | 38   | 28 | 8  | 14 | 6  | 28 | 28 | 0    |                                                |
| 5    | Sabah           | 29   | 28 | 7  | 8  | 13 | 28 | 38 | −10  |                                                |
| 6    | Keshla          | 26   | 28 | 5  | 11 | 12 | 25 | 40 | −15  | Segunda ronda de la Liga de Conferencia Europa |
| 7    | Gabala          | 26   | 28 | 5  | 11 | 12 | 23 | 44 | −21  |                                                |
| 8    | Sabail          | 24   | 28 | 5  | 9  | 14 | 21 | 42 | −21  |                                                |

Actualizado a los partidos jugados el 19 de mayo de 2021.
 Fuente: Soccerway
Notas:
1. ↑  Keshla obtuvo un cupo para la Segunda ronda de la Liga Conferencia Europa 2021-22, tras ganar la Copa de Azerbaiyán 2020-21.

## Evolución de la clasificación
| Jornada / Equipo | 1 | 2 | 3 | 4 | 5 | 6 | 7 | 8 | 9 | 10 | 11 | 12 | 13 | 14 | 15 | 16 | 17 | 18 | 19 | 20 | 21 | 22 | 23 | 24 | 25 | 26 | 27 | 28 |
| Jornada / Equipo |   |   |   |   |   |   |   |   |   |    |    |    |    |    |    |    |    |    |    |    |    |    |    |    |    |    |    |    |
| ---------------- | - | - | - | - | - | - | - | - | - | -- | -- | -- | -- | -- | -- | -- | -- | -- | -- | -- | -- | -- | -- | -- | -- | -- | -- | -- |
| Neftçi Baku      | 2 | 6 | 3 | 3 | 4 | 3 | 2 | 2 | 4 | 3  | 3  | 1  | 1  | 1  | 1  | 1  | 1  | 1  | 1  | 1  | 2  | 2  | 2  | 2  | 2  | 2  | 2  | 1  |
| Qarabağ          | 1 | 1 | 5 | 5 | 6 | 5 | 4 | 3 | 1 | 1  | 1  | 2  | 2  | 2  | 2  | 2  | 2  | 2  | 2  | 2  | 1  | 1  | 1  | 1  | 1  | 1  | 1  | 2  |
| Sumgayit         | 7 | 5 | 2 | 1 | 2 | 1 | 1 | 1 | 2 | 4  | 4  | 4  | 4  | 4  | 4  | 4  | 4  | 4  | 4  | 4  | 4  | 4  | 3  | 3  | 4  | 3  | 4  | 3  |
| Zira             | 5 | 2 | 6 | 2 | 1 | 2 | 3 | 4 | 3 | 2  | 2  | 3  | 3  | 3  | 3  | 3  | 3  | 3  | 3  | 3  | 3  | 3  | 4  | 4  | 3  | 4  | 3  | 4  |
| Sabah            | 8 | 4 | 1 | 4 | 5 | 6 | 6 | 8 | 8 | 7  | 8  | 8  | 7  | 8  | 6  | 8  | 8  | 8  | 8  | 8  | 7  | 7  | 7  | 7  | 5  | 5  | 5  | 5  |
| Keshla           | 3 | 3 | 4 | 6 | 3 | 4 | 5 | 5 | 5 | 5  | 5  | 6  | 8  | 7  | 8  | 7  | 7  | 7  | 7  | 7  | 8  | 8  | 8  | 6  | 8  | 8  | 8  | 6  |
| Gabala           | 4 | 7 | 7 | 8 | 7 | 8 | 8 | 6 | 7 | 8  | 6  | 7  | 5  | 5  | 5  | 5  | 5  | 5  | 5  | 5  | 5  | 5  | 5  | 5  | 6  | 6  | 6  | 7  |
| Sabail           | 6 | 8 | 8 | 7 | 8 | 7 | 7 | 7 | 6 | 6  | 7  | 5  | 6  | 6  | 7  | 6  | 6  | 6  | 6  | 6  | 6  | 6  | 6  | 8  | 7  | 7  | 7  | 8  |

## Tabla de resultados cruzados
Los clubes jugarán entre sí en cuatro ocasiones para un total de 28 partidos cada uno.
| Local \ Visitante | GAB | KES | NEF | QAR | SAB | SEB | SUM | ZIR |
| ----------------- | --- | --- | --- | --- | --- | --- | --- | --- |
| Gabala            | —   | 0–0 | 1–4 | 1–1 | 2–1 | 1–1 | 1–1 | 1–1 |
| Keshla            | 3–1 | —   | 0–1 | 0–0 | 1–1 | 0–2 | 0–1 | 2–3 |
| Neftçi Baku       | 1–1 | 2–1 | —   | 0–6 | 1–0 | 2–1 | 0–2 | 0–0 |
| Qarabağ           | 3–0 | 6–1 | 1–2 | —   | 2–0 | 4–0 | 6–1 | 3–2 |
| Sabah             | 3–0 | 0–2 | 0–2 | 1–2 | —   | 2–1 | 1–2 | 0–1 |
| Sabail            | 1–3 | 1–1 | 1–3 | 1–1 | 2–1 | —   | 2–1 | 1–2 |
| Sumgayit          | 0–1 | 0–1 | 0–0 | 2–2 | 1–2 | 2–1 | —   | 2–1 |
| Zira              | 2–0 | 3–1 | 1–0 | 0–0 | 0–2 | 0–0 | 2–2 | —   |

| Local \ Visitante | GAB | KES | NEF | QAR | SAB | SEB | SUM | ZIR |
| ----------------- | --- | --- | --- | --- | --- | --- | --- | --- |
| Gabala            | —   | 2–0 | 2–2 | 0–5 | 2–2 | 1–1 | 1–0 | 1–1 |
| Keshla            | 3–1 | —   | 0–3 | 1–1 | 0–0 | 1–0 | 0–1 | 2–2 |
| Neftçi Baku       | 1–0 | 3–1 | —   | 1–0 | 2–1 | 4–0 | 0–2 | 4–0 |
| Qarabağ           | 3–0 | 2–0 | 1–2 | —   | 2–0 | 1–0 | 4–1 | 1–1 |
| Sabah             | 1–0 | 1–1 | 2–2 | 0–4 | —   | 0–0 | 1–1 | 2–1 |
| Sabail            | 1–0 | 1–1 | 0–4 | 1–1 | 2–0 | —   | 0–1 | 0–0 |
| Sumgayit          | 2–0 | 2–2 | 0–1 | 0–0 | 0–2 | 3–0 | —   | 0–0 |
| Zira              | 0–0 | 0–0 | 1–0 | 0–2 | 2–2 | 2–0 | 0–0 | —   |

## Goleadores
- Actualizado al 22 de mayo 2021
| Pos. | Jugador            | Club        | Goles |
| ---- | ------------------ | ----------- | ----- |
| 1    | Namik Alaskarov    | Neftçi Baku | 19    |
| 2    | Mahir Emreli       | Qarabağ     | 18    |
| 3    | Filip Ozobić       | Qarabağ     | 11    |
| 4    | Ali Ghorbani       | Sumgayit    | 9     |
| 5    | Rahim Sadikhov     | Sumgayit    | 8     |
| 5    | Davit Volkovi      | Zira        | 8     |
| 7    | Owusu Kwabena      | Qarabağ     | 7     |
| 7    | Abdellah Zoubir    | Qarabağ     | 7     |
| 9    | Mirabdulla Abbasov | Neftçi Baku | 6     |
| 9    | Aghabala Ramazanov | Zira        | 6     |